# Aurélien Pradié

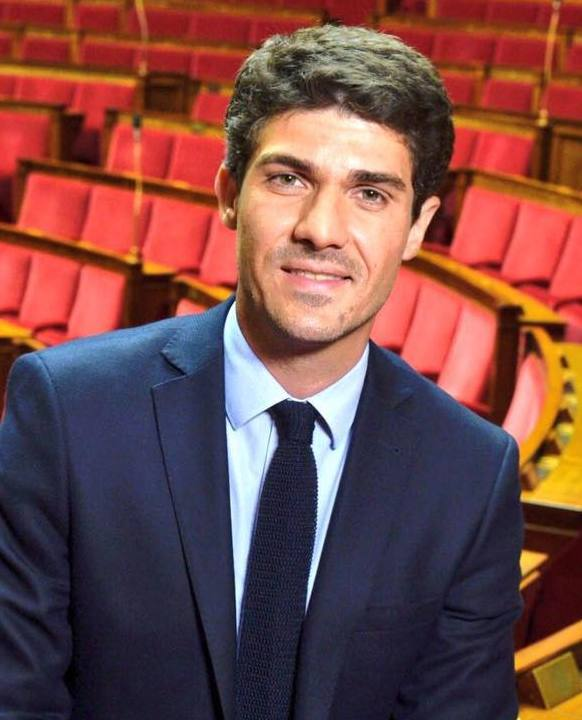
Aurélien Pradié (2017)

Aurélien Pradié (* 14. März 1986  in Cahors, Département Lot) ist ein französischer Politiker und Abgeordneter der Nationalversammlung. Er war von 2019 bis 2023 Generalsekretär der Partei Les Républicains (LR).

## Leben
Aurélien Pradié kam am 14. März 1986 in Cahors im landwirtschaftlich geprägten Département Lot im Südwesten Frankreichs zur Welt. Seine Eltern führten ein kleines Unternehmen. Nach dem Baccalauréat begann er ein Jurastudium, das er zugunsten seiner politischen Aktivität abbrach. Er hat keinen Berufsabschluss.
2008 trat er bei den Kantonalwahlen an und wurde mit 22 Jahren der zweitjüngste Abgeordnete eines Generalrats in ganz Frankreich. 2013 wurde er wegen Verstoßes gegen Wahlkampffinanzierungsvorschriften zu einem Jahr Unwählbarkeit verurteilt.
2014 wurde er Bürgermeister der Gemeinde Labastide-Murat; die Wahl hatte er gewann gegen einen seiner ehemaligen Lehrer gewonnen, der für die sozialistische Partei angetreten war. Im Jahr darauf zog er in den Regionalrat der Region Okzitanien ein, wo er der Fraktion Union de la droite et du centre angehörte.
Bei der Parlamentswahl in Frankreich 2017 trat er für die Partei Les Républicains (LR) erfolgreich im ersten Wahlkreis des Départements Lot für einen Sitz in der Nationalversammlung an. Bei den Wahlen 2022 wurde er wiedergewählt.
2019 wurde er unter dem Parteivorsitz von Christian Jacob Generalsekretär von LR. Im Wahlkampf zur Präsidentschaftswahl 2022 war er einer von sechs Sprechern der LR-Kandidatin Valérie Pécresse. Ende 2022 trat er als Kandidat für den LR-Parteivorsitz an. Nachdem Éric Ciotti die Wahl zum Parteivorsitzenden gewonnen hatte, ernannte er im Januar 2023 Pradié zu seinem Stellvertreter, womit dieser die zweithöchste Position in der Parteihierarchie bekam. Pradiés bisherigen Posten als LR-Generalsekretär übernahm Annie Genevard.

## Wirken
Aurélien Pradié gilt als Vertreter eines linkssozialen Flügels innerhalb seiner Partei. Als seine politische Leitfiguren bezeichnet er Jacques Chirac und Georges Pompidou; in einem Porträt Pradiés 2017 ordnete ihn das Nachrichtenmagazin L’Obs als Xavier Bertrand nahestehend ein. 2018 brachte er einen Gesetzentwurf zur Inklusion von Schülern mit Behinderungen ins Parlament ein, der von der Mehrheit des von der Regierungspartei La République en Marche beherrschten Parlaments abgelehnt wurde. Generell wird ihm besondere Sensibilität für behinderte Menschen zugeschrieben, was seinen eigenen Angaben zufolge maßgeblich durch eine Querschnittslähmung seines Vaters infolge eines Gehirnschlags beeinflusst wurde. 2019 wurde ein von Pradié entworfenes Gesetz gegen häusliche Gewalt vom Parlament einstimmig angenommen.
Anfang 2023 erlangte er Aufmerksamkeit, als er sich entgegen der Position der LR-Parteiführung gegen eine Unterstützung des Vorhabens von Staatspräsident Emmanuel Macron und Premierministerin Elisabeth Borne für eine Rentenreform stellte und eine nennenswerte Zahl Abgeordnete seiner Fraktion hinter sich sammelte. Wegen dieser der Parteilinie zuwiderlaufenden Position enthob ihn Parteichef Ciotti im Februar 2023 des stellvertretenden Parteivorsitzes. Durch die von Pradié angeführte parteiinterne Ablehnung der Reform fand diese schließlich keine Parlamentsmehrheit; das Gesetz konnte nur durch einen kontroversen Verfassungsartikel beschlossen werden, der es der Regierung gestattet, Gesetze auch ohne Parlamentsdebatte zu beschließen. Ein anschließendes, von Pradié und 18 weiteren der 61 LR-Abgeordneten unterstütztes Misstrauensvotum gegen die Regierung scheiterte knapp mit nur neun Stimmen.
Pradiés Unterstützung fand in derselben Periode hingegen das Vorhaben der Regierung, das Recht auf Schwangerschaftsabbruch in der Verfassung zu verankern.
Am 12. Juni 2024 griff Pradié in schärfster Form Parteichef Ciotti an, nachdem dieser sich im Kontext der bevorstehenden vorgezogenen Neuwahl der Nationalversammlung im Alleingang für ein Wahlbündnis mit der rechtsextremen Partei Rassemblement national (RN) ausgesprochen hatte. Pradié erklärte im Fernsehsender France 2, er habe „das Bedürfnis verspürt, sich zu erbrechen“, als er gehört habe, wie Ciotti „sich dem Rassemblement national verkaufen“ wolle. Ciotti habe sich im Zuge der Rentenreform Macrons „wochenlang […] am Boden gewälzt, um Minister für Emmanuel Macron zu werden“ und tue dies nun, um Minister für Marine Le Pen zu werden. „Welch elendes Schicksal!“ kommentierte er weiter. Ciotti sei mit dieser „wahnwitzigen Entscheidung“ nicht mehr der Chef der gaullistischen Partei.